# Geraldesia eupatorii
Geraldesia eupatorii är en tvåvingeart som beskrevs av Tavares 1917. Geraldesia eupatorii ingår i släktet Geraldesia och familjen gallmyggor. Inga underarter finns listade i Catalogue of Life.